# Quatrième dimension (album)
Pour les articles homonymes, voir Quatrième dimension.
Albums de Psy 4 de la rime
Les Cités d'or
(2008)
Quatrième Dimension est le quatrième album du groupe marseillais Psy 4 de la rime, il est sorti le 1er avril 2013

## Liste des chansons
| #   | Titre                                    | Durée |
| --- | ---------------------------------------- | ----- |
| 1.  | Quatrième Dimension                      | 0:46  |
| 2.  | Ton quartier nous connait                | 3:45  |
| 3.  | Crise de nerfs                           | 3:59  |
| 4.  | Visage de la honte                       | 4:16  |
| 5.  | Follow me                                | 3:52  |
| 6.  | Afrikan Money                            | 3:22  |
| 7.  | Princesse Sarah (featuring Cheba Maria)  | 5:52  |
| 8.  | Fallait le faire (featuring Zaho)        | 3:59  |
| 9.  | Le retour des blocks                     | 4:49  |
| 10. | Au charbon                               | 4:02  |
| 11. | Le temps d'un instant                    | 4:08  |
| 12. | Lâcher de pits                           | 3:38  |
| 13. | Juste pour une nuit ?                    | 4:57  |
| 14. | Enfants soldats (featuring Kayna Samet)  | 3:42  |
| 15. | Interlude : le bal achraf                | 0:55  |
| 16. | Lever tôt                                | 4:21  |
| 17. | King de ma life (featuring Ashley Poole) | 4:39  |
| 18. | Jamaïque (featuring Révolution Urbaine)  | 4:22  |
| 19. | Perf 2 ouf                               | 3:46  |
| 20. | Couvre moi (Bonus iTunes)                | 4:33  |

### 4D: Reloaded (réédition)
1. Dangerous Life
2. Drive By
3. Où aller
4. Un marseillais à Paris (Feat. DJ Abdel)
5. Afrikan Money Remix (Feat. JR O Crom, Maitre Gims, Black Mesrimes et Mouss Mc)
6. Comment faire
7. Couvre moi
8. Pour nous deux feat. Kayna Samet

## Clips
1. Crise de nerfs
2. Le retour des blocks
3. Visage de la honte
4. Follow me
5. Le temps d'un instant
6. Jamaïque